# 대한민국 형사소송법 제69조
대한민국 형사소송법 제69조는 구속의 정의에 대한 형사소송법의 조문이다.

## 조문
제69조(구속의 정의) 본법에서 구속이라 함은 구인과 구금을 포함한다.

第69條(拘束의 定義) 本法에서 拘束이라 함은 拘引과 拘禁을 包含한다.

## 참조조문

### 구인에 대한 조문
제71조(구인의 효력) 구인한 피고인을 법원에 인치한 경우에 구금할 필요가 없다고 인정한 때에는 그 인치한 때로부터 24시간 내에 석방하여야 한다.

### 구금에 대한 조문
제92조(구속기간과 갱신) ① 구속기간은 2개월로 한다.  <개정 2007.6.1.>
②제1항에도 불구하고 특히 구속을 계속할 필요가 있는 경우에는 심급마다 2개월 단위로 2차에 한하여 결정으로 갱신할 수 있다. 다만, 상소심은 피고인 또는 변호인이 신청한 증거의 조사, 상소이유를 보충하는 서면의 제출 등으로 추가 심리가 필요한 부득이한 경우에는 3차에 한하여 갱신할 수 있다.  <개정 2007.6.1.>
③제22조, 제298조제4항, 제306조제1항 및 제2항의 규정에 의하여 공판절차가 정지된 기간 및 공소제기전의 체포·구인·구금 기간은 제1항 및 제2항의 기간에 산입하지 아니한다.  <신설 1961.9.1., 1995.12.29., 2007.6.1.>

## 참고 문헌
- 손동권 신이철, 새로운 형사소송법(초판, 2013), 세창, 2013. ISBN 9788984114081

## 같이 보기
- 구속
- 구인
- 구금
- 대한민국 형사소송법 제71조 구인의 효력
- 대한민국 형사소송법 제92조 구속기간과 갱신